# Las tacillas volantes
Las tacillas volantes es una historieta publicada entre 1988 y 1989 de los autores español Francisco Ibáñez y Juan Manuel Muñoz Chueca perteneciente a la serie Mortadelo y Filemón, donde de nuevo la amenaza extraterrestre se cierne sobre el planeta.

## Sinopsis
Unos alienígenas pretenden dominar la Tierra, y, según la P.A.S.A., su principal objetivo es la T.I.A., la organización que vela por el orden mundial. Para ello vuelan en tacillas volantes, iguales a tazas de café corrientes, y atacan al primer incauto. Su mordisco altera la personalidad de la víctima, incrementando sus manías y habilidades para volverlas contra los demás. Mortadelo y Filemón deberán destruir a todos los gusanos y devolver a la normalidad a cualquier persona afectada.
En el primer capítulo Mortadelo y Filemón destruyen al extraterrestre, que es un gusano dentudo -así son todos. Sin embargo los capítulos siguientes se centran en la curación de las víctimas. En el último harán frente al líder, que no tiene que ver en tamaño con sus congéneres.
Mortadelo y Filemón descubren al principio que las descargas eléctricas funcionan (se le ocurre a Mortadelo porque, dice, leyó que un shock eléctrico podía hacer guapo a Quasimodo). Los intentos para endosar a las víctimas una sacudida de voltios son disparatados.

## Comentarios
Si Ibáñez parodió la famosa serie en Los invasores, ahora se trata de La Tierra contra los platillos volantes. En ambos casos sólo se trata del título: Ibáñez no pretende versionar clásicos ya existentes, sino hacerles un guiño en historias inventadas por él, con su ingenio y buen humor.

## Crítica
Soto pone a estas historietas dentro del grupo de las que tienen "tocan fondo con un dibujo penoso y unos guiones inocuos".